# Oristano (provins)
Oristano är en provins i regionen Sardinien i Italien. Oristano är huvudort i provinsen. Provinsen etablerades 1974 genom en utbrytning från provinsen Cagliari.
Den artificiella sjön Lago Omodeo ligger i regionen. 

## Administrativ indelning
Provinsen Oristano är indelad i 87 comuni (kommuner). Alla kommuner finns i lista över kommuner i provinsen Oristano.

## Geografi
Provinsen Oristano gränsar:
- i norr mot provinsen Sassari
- i öst mot provinsen Nuoro
- i syd mot provinserna Sydsardinien
- i väst mot Medelhavet